# Campionat d'Espanya de trial 2015
La temporada de 2015 del Campionat d'Espanya de trial fou la 48a edició d'aquest campionat, organitzat per la Reial Federació Motociclista Espanyola. El calendari oficial constava de 10 proves puntuables, celebrades entre el 25 de gener i el 15 de novembre. 5 de les proves programades es disputaren als Països Catalans: La Nucia (25 de gener), La Clua (1 de març), Sant Joan (29 de març), Sant Julià de Lòria (12 de juliol) i Cal Rosal (15 de novembre).

## Classificació final
| Posició | Pilot            | Motocicleta | Punts |
| ------- | ---------------- | ----------- | ----- |
| 1       | Toni Bou         | Montesa     | 126   |
| 2       | Adam Raga        | Gas Gas/TRS | 122   |
| 3       | Jeroni Fajardo   | Beta        | 90    |
| 4       | Albert Cabestany | Sherco      | 89    |
| 5       | Jaime Busto      | Montesa     | 87    |
| 6       | Jorge Casales    | Beta        | 64    |
| 7       | Miquel Gelabert  | Sherco      | 58    |
| 8       | Oriol Noguera    | Montesa     | 54    |
| 9       | Arnau Farré      | Gas Gas     | 43    |
| 10      | Pol Tarrés       | Sherco      | 28    |

## Categories inferiors

### TR2
| Posició | Pilot         | Motocicleta | Punts |
| ------- | ------------- | ----------- | ----- |
| 1       | Marc Riba     | Beta        | 137   |
| 2       | Marcos Méndez | Sherco      | 119   |
| 3       | Samuel Obradó | Beta        | 107   |

### TR3
| Posició | Pilot             | Motocicleta | Punts |
| ------- | ----------------- | ----------- | ----- |
| 1       | Francesc Recio    | Beta        | 140   |
| 2       | Adrián Artidiello | Gas Gas     | 113   |
| 3       | Luis Pastor       | Gas Gas     | 97    |

### Altres
| Categoria | Guanyador        | Motocicleta |
| --------- | ---------------- | ----------- |
| TR4       | Sergio Puyo      | Sherco      |
| Veterans  | Joan Solé        | Beta        |
| Júnior    | Gabriel Marcelli | Gas Gas     |
| Cadet     | Pablo Suárez     | Sherco      |
| Juvenil A | Rodrigo Marchal  | Gas Gas     |
| Juvenil B | Lluc Miquel      | Sherco      |

## Classificació per marques

### TR1 - TR2
| Posició | Marca       | Punts |
| ------- | ----------- | ----- |
| 1       | Beta Trueba | 444   |
| 2       | Sherco      | 405   |
| 3       | Montesa     | 297   |
| 4       | Gas Gas     | 218   |

### Júnior
| Posició | Marca       | Punts |
| ------- | ----------- | ----- |
| 1       | Sherco      | 323   |
| 2       | Gas Gas     | 235   |
| 3       | Montesa     | 79    |
| 4       | Beta Trueba | 63    |